# Elecciones parlamentarias de Portugal de 1919
Las elecciones parlamentarias de Portugal de 1919 estaban previstas para el 13 de abril, pero fueron pospuestas hasta el 11 de mayo. En ellas se eligieron los 163 miembros de la Cámara de Diputados y los 74 miembros del Senado. Los diputados fueron elegidos en circunscripciones electorales plurinominales. Fueron las primeras elecciones parlamentarias después del corto interregno presidencialista de Sidónio Pais. 
Los tres principales partidos que boicotearon las elecciones de 1918 (el Partido Democrático, el Partido Evolucionista y la Unión Republicana) volvieron a participar en estas elecciones. Sin embargo, presuntamente, solo el 7 % de los electores votaron en estas elecciones. Según otras fuentes, 300 000 personas votaron, lo que representaría el 60 % de los cerca de 500 000 que cumplían los requisitos para votar.
El resultado fue una victoria para el Partido Democrático, que consiguió 86 de los 163 escaños de la Cámara de Diputados y 36 de los 71 escaños en el Senado.
El nuevo Parlamento inició sus funciones el 28 de mayo de 1919 y duró hasta su disolución el 31 de mayo de 1921.

## Resultados
| Partido Democrático                |         |        | 86  | Boicoteó las elecciones anteriores |         |        | 36 | Boicoteó las elecciones anteriores | [ 8 ] [ 4 ] |
| Partido Evolucionista              |         |        | 38  | Boicoteó las elecciones anteriores |         |        | 27 | Boicoteó las elecciones anteriores | [ 9 ] [ 4 ] |
| Unión Republicana                  |         |        | 17  | Boicoteó las elecciones anteriores |         |        | 0  | Boicoteó las elecciones anteriores | [ 9 ] [ 4 ] |
| Partido Socialista Portugués       |         |        | 8   | Boicoteó las elecciones anteriores |         |        | 0  | Boicoteó las elecciones anteriores | [ 3 ] [ 4 ] |
| Centro Católico Portugués          |         |        | 1   | –4                                 |         |        | 1  | 0                                  | [ 3 ] [ 4 ] |
| Partido Monárquico                 |         |        | 0   | -37                                |         |        | 0  | -10                                | [ 4 ]       |
| Otros partidos e independientes    |         |        | 13  | 8                                  |         |        | 7  | –23                                | [ 9 ] [ 4 ] |
| Votos invalidos o en blanco        |         | –      | –   | –                                  |         | –      | –  | –                                  |             |
| Total                              |         |        | 163 | +8                                 |         |        | 71 | –2                                 |             |
| Votantes registrados/participación | 500.000 | 7%-60% | –   | –                                  | 500.000 | 7%-60% | –  | –                                  | [ 4 ]       |
| Fuente:                            |         |        |     |                                    |         |        |    |                                    |             |